# بني عدي (بني سويف)
قرية بنى عدى هي إحدى القرى التابعة لمركز ناصر في محافظة بني سويف في جمهورية مصر العربية. حسب إحصاءات سنة 2006، بلغ إجمالي السكان في بنى عدى 14441 نسمة، منهم 7678 رجل و6763 امرأة.